# Gymnogongrus patens
Espèce
Gymnogongrus patens est une espèce d’algues rouges de la famille des Phyllophoraceae.